# MTV Pommerensdorf
MTV Pommerensdorf was een Duitse voetbalclub uit de Pommerse stad Stettin, dat tegenwoordig het Poolse Szczecin is. De club kwam uit het stadsdeel Pommerensdorf, tegenwoordig Pomorzany.

## Geschiedenis
De club werd in 1896 opgericht als turnclub en werd later ook actief in het voetbal. Door het grote aantal clubs uit Stettin slaagde de club er ten tijde van de Baltische voetbalbond niet in om te promoveren naar de hoogste klasse. Na de invoering van de Gauliga Pommern als hoogste klasse voor de provincie slaagde de club er wel in te promoveren in 1936. In het eerste seizoen eindigde de club op de voorlaatste plaats samen met SC Blücher 1911 Gollnow. Doordat de Gauliga werd herleid naar één reeks, namen Pommerensdorf en Gollnow deel aan een eindronde met tweedeklassers. MTV slaagde erin het behoud te verzekeren in tegenstelling tot Gollnow. Het volgende seizoen verliep een stuk beter en de club werd vicekampioen achter Stettiner SC 08. Ook in 1938/39 werd Pommerensdorf vicekampioen, nu achter SV Viktoria 09 Stolp, de club moest de tweede plaats wel delen met SV Germania 1903 Stolp. De volgende twee seizoenen eindigde de club slechts in de middenmoot en in 1941/42 degradeerde de club.
Na het einde van de oorlog werden alle Duitse voetbalclubs ontbonden, Stettin werd nu een Poolse stad en de club hield op te bestaan.